# Вильиман, Клаудио
Клаудио Антолин Вильиман Гонсалес (исп. Claudio Antolín Williman González; 10 октября 1861 — 9 февраля 1934) — уругвайский юрист и государственный деятель, президент Уругвая (1907—1911).

## Биография
Родился в семье выходцев из Галисии.
В 1880 г. после окончания Республиканского университета начал свою педагогическую деятельность, а уже в 1885 г., в возрасте 24 лет возглавил кафедру физики в Университете Монтевидео.
Участвовал в революции Кебрахо (1886) против режима Максимо Сантоса.
В 1886 г. получил степень доктора юридических наук. В 1887 г. становится профессором в Военной академии (затем — Военное училище). Затем был избран мэром Монтевидео, оставаясь в этой должности до 1901 г.
В 1891 г. он был назначен деканом педагогического факультета средней и высшей школы.
В 1902—1904 гг. — ректор Республиканского университета.
В 1903 г. был избран президентом партии «Колорадо», а в 1904 г. был назначен государственным министром.
В октябре 1904 г. участвовал в подавлении восстания «коллективистов» во главе с Апарисио Саравией.
В 1907—1911 гг. — президент Уругвая. Фактически был определен на эту должность Хосе Батлье-и-Ордоньесом, которому по закону нельзя было вновь баллотироваться на пост главы государства. На этом посту он укрепил судебную систему, создал министерства общественных работ и промышленности и вернул страну на конституционный путь развития. Также был принят закон, который отменил смертную казнь. В сфере внешней политики удалось договориться с Аргентиной о границах в районе Рио-де-ла-Плата и с Бразилией о границах в районе лагуны Мерин.
В 1912—1916 гг. — вновь ректор Республиканского университета. Затем являлся президентом Национального банка Уругвая.
В его честь была названа дорога в Пунта-дель-Эсте и Пунта-Карретас.
Внук политика, Хосе Клаудио Виллиман, был депутатом уругвайского Сената.